# 建造業工人註冊管理局
建造業工人註冊管理局（Construction Workers Registration Authority）於2004年9月18日根據香港法例第583章《建造業工人註冊條例》成立的法定機構，負責執行及管理香港建造業工人註冊制度的實施。2008年的主席是周明權博士。現在該局已廢止，其職能已移撥給建造業議會。